# Le Caylar
Le Caylar – miejscowość i gmina we Francji, w regionie Oksytania, w departamencie Hérault.
Według danych na rok 1990 gminę zamieszkiwało 339 osób, a gęstość zaludnienia wynosiła 15 osób/km² (wśród 1545 gmin Langwedocji-Roussillon Le Caylar plasuje się na 601. miejscu pod względem liczby ludności, natomiast pod względem powierzchni na miejscu 321.).